# Eiklothoide

Die Eiklothoide im Lageplan

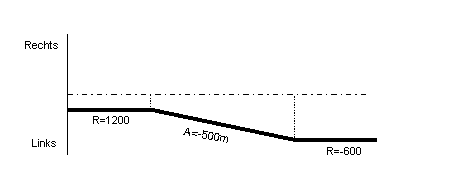
Krümmungsband der Eiklothoide

Eine Eiklothoide (auch Eilinie) ist eine Entwurfselementenfolge bei der Trassierung von Straßen und Bahnstrecken. Sie schafft einen Übergang zwischen zwei gleichgerichteten Kreisbögen mit unterschiedlichen Radien und entsteht, wenn bei einer Klothoide an zwei verschiedenen Punkten die Schmiegekreise gezeichnet werden. Dies ist nur möglich, wenn der kleinere Kreis in dem größeren Kreis liegt und beide nicht konzentrisch sind, sowie einander nicht berühren. 
In der Praxis kommt es häufiger vor, dass aufgrund örtlicher Gegebenheiten (Hindernisse, Topographie) lange Kurven nicht mit einem einzigen Kreisradius angelegt werden können. Würde in diesem Fall einfach ein Radius an den nachfolgenden Radius ohne Übergang anschließen, würde ein Korbbogen mit unstetigem Krümmungsverlauf entstehen. Dieser Korbbogen birgt ein höheres Risiko für die Verkehrssicherheit und kann mit Hilfe der Eiklothoide einen stetigen Krümmungsverlauf erhalten. Bei der Trassierung ist zu beachten, dass die Radienfolge abgestimmt ist (Relationstrassierung) und mindestens eine Richtungsänderung von τ ≥ 3,5 gon vorhanden ist.